# Wołodymyr Dachno
Wołodymyr Awksentijowycz Dachno (ukr. Володи́мир Авксе́нтійович Дахно; ur. 7 marca 1932 w Zaporożu, zm. 28 lipca 2006 w Kijowie) – radziecki i ukraiński scenarzysta, animator i reżyser filmów animowanych. Autor serii filmowej „Wszystko o Kozakach”.
Ukończył studia na wydziale architektury w Kijowskim Instytucie Inżynierii Lądowej (1955). Pracował jako architekt w Kijowie. Od 1960 jako artysta, a od 1967 jako reżyser studia „Kijewnauczfilm”. Członek Narodowego Związku Kinematografistów Ukrainy. Spoczywa pochowany na Cmentarzu Bajkowym. 
7 marca 2013 roku Google poświęcił Wołodymyrowi Dachno uroczyste Doodle.

## Wybrana filmografia

### Reżyser
- 1970: Jak Kozacy grali w piłkę nożną
- 1972: Ząb

### Animator
- 1965: Baśń o carewiczu i trzech doktorach
- 1966: Niepokoje kogucika

## Nagrody i odznaczenia
- Zasłużony Artysta Ukraińskiej SRR (1982)
- Nagroda Państwowa USRR im. T. G. Szewczenki (1988) – za serię filmową „Wszystko o Kozakach”.
- Ludowy Artysta Ukrainy (1996)[5]